# Amoraim

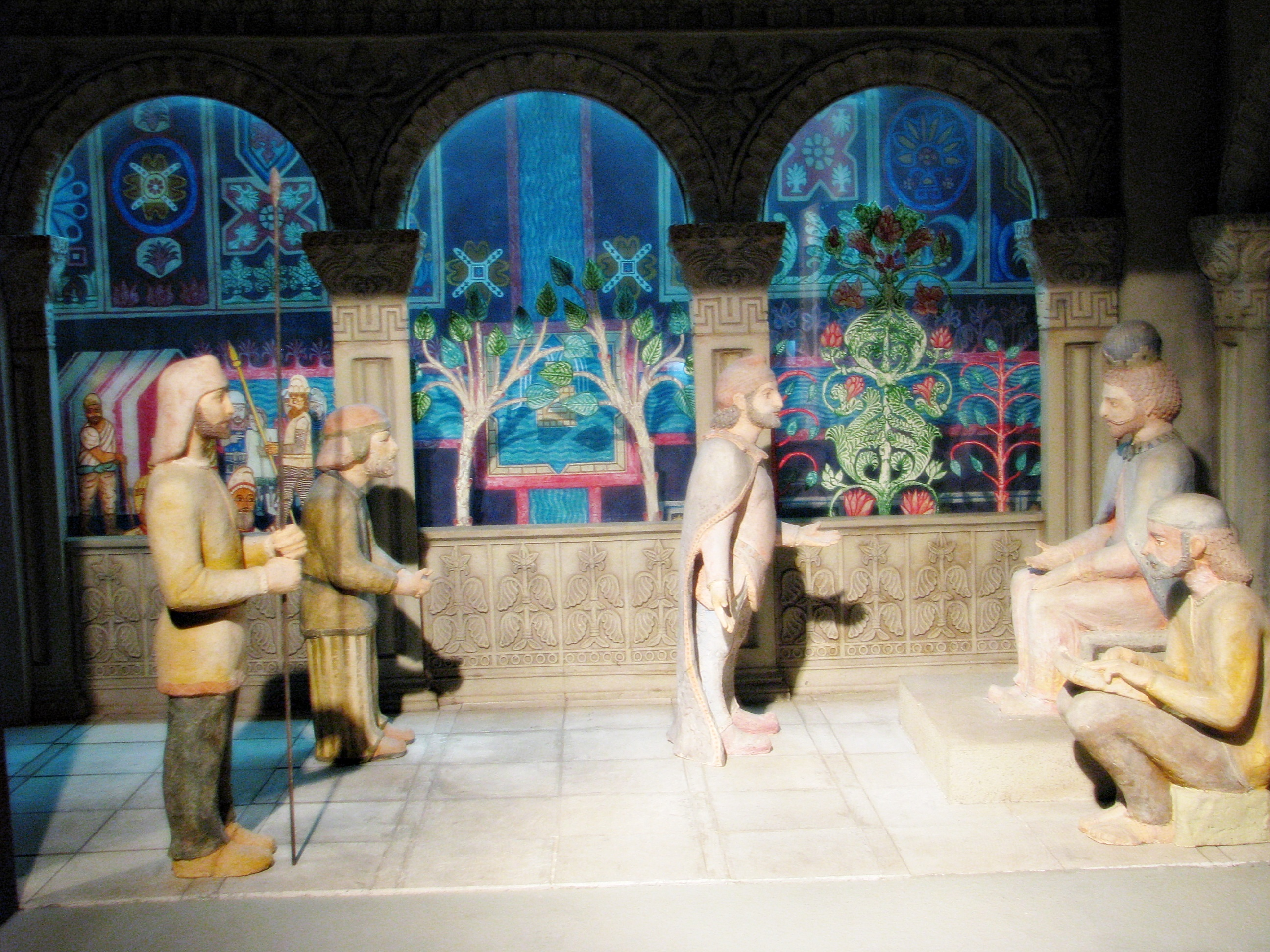
Una exposición en el Museo de la Diáspora, Tel Aviv - es:Beit Hatefutsot. La nota debajo de la exposición dice lo siguiente: Rodeado de sus sirvientes y guardias el en:Exilarch Huna recibe a los ancianos de la comunidad en su magnífica villa de estilo persa. En el fondo, un hombre está siendo llevado a juicio.

Los Amoraim (Arameo: אמוראים; singular אמורא, Amorá; "Aquellos que dicen" o "Aquellos que comentan"), fueron los sabios judíos que comentaron y trasmitieron las enseñanzas de la Torá oral (Torá she baal pé) tomando como base la Mishná. Su período se extiende aproximadamente desde el año 220 d. C. hasta el año 350 d. C. en Israel y el año 500 d. C. en Babilonia.
Existen dos escuelas de Amoraim de acuerdo a donde vivían, Israel o Babilonia. La finalización del período anterior, el de los Tanaim, se produce con la muerte de Rebi, el Rabino Yehudah Hanasí, autor de la Mishná, la Torá oral judía (Torá she baal pé). Los Amoraim se caracterizaron por sus comentarios, aclaraciones y complementos de la Mishná, que están compilados en la Guemará. Ambos cuerpos jurídicos constituyen el Talmud, del cual hay dos versiones, el Talmud de Babilonia y el Talmud de Jerusalén. El período de los Amoraim tradicionalmente se divide en siete generaciones para su estudio.

## Amoraim Destacados
Esta es una lista abreviada de los más prominentes Amoraim mencionados en el Talmud.

### Primera Generación (aprox. 220–250 d.C.)
- Abba Arika (f. 247), conocido como Rav, fue el primer Amoraim. Fue un discípulo de Yehudah Hanasí. Se mudó de Israel a Babilonia (en 219). Abba Arika fundó y dirigió la academia rabínica de Sura.
- Shmuel (f. 254), fue un discípulo de Yehudah Hanasí y otros rabinos. Fue el director de la academia talmúdica de Pumbedita.
- Joshua ben Levi, cabeza de la escuela de Lod.

### Segunda Generación (aprox. 250–290 d.C.)
- Rav Huna (f. 297), discípulo de Rav y Shmuel. Director de la Academia de Sura.
- Rav Yehudah (f. 299), discípulo de Rav y Shmuel. Director de la Academia de Pumbedita.
- Adda bar Ahavah, discípulo de Abba Arika.
- Hillel, hijo de Gamaliel III, discípulo y nieto de Yehudah Hanasí, y hermano menor de Judá II (Yehuda Nesiah).
- Judá II, discípulo y nieto de Yehuda Hanasí, hijo y sucesor de Gamaliel III como Nasí. Algunas veces es  llamado Rabino Yehuda Nesiah, y ocasionalmente Rebí como su abuelo.
- Resh Lakish, discípulo de Rabino Yanai y otros, y colega del Rabino Yojanan.
- Yojanan bar Nafja (f. 279 o 289), discípulo de Yehuda Hanasí y del Rabino Yanai. Director de la Academia de Tiberíades. Autor principal del Talmud de Jerusalén.
- Samuel ben Najman.
- Shila de Kefar Tamarta.
- Isaac Napaja.

### Tercera generación (aprox. 290–320 d.C.)
- Raba (f. 320), discípulo de Rav Huna y Rav Iehuda. Director de la Academia de Pumbedita.
- Rav Yosef (f. 323), discípulo de Rav Huna y Rav Iehuda. Director de la Academia de Pumbrdita.
- Rav Ze'era.
- Rav Gisda (f. 309), discípulo de Rav, Shmuel, y Rav Huna. Director de la Academia de Sura.
- Simon (Shimeon) b. Pazzi.
- Rav Sheshet.
- Rav Najman bar Yaakov (f. 320), discípulo de Rav, Shmuel, y Raba bar Avuha.
- Rabbi Abahu, discípulo de Jojanan bar Napaja. Director de la Academia de Cesarea.
- Hamnuna - Varios rabinos en el Talmud comparten este nombre, el más conocido es un discípulo de Shmuel.
- Iehuda III, discípulo de Jojanan bar Napaja. Hijo y sucesor de Gamaliel IV como Nasí, y nieto de Iehuda II.
- Rav Ami.
- Rav Así.
- Hanina ben Papa.
- Raba bar R'Huna.
- Rami bar Hama.

### Cuarta generación (aprox. 320–350 d.C.)
- Abaye (f. 339), discípulo de Raba, Rav Yosef, y Rav Najman bar Yaakov. Director de la Academia de Pumbedita.
- Ravá (f. 352), discípulo de Raba, Rav Yosef, y Rav Najman bar Yaakov. Director de la Academia de Mehuza.
- Hillel II (fl. c. 360). Creador del actual calendario hebreo. Hijo y sucesor como Nasí de Yehuda Nesiah, Nieto de Gamaliel IV.

### Quinta generación (aprox. 350–371 d.C.)
- Rav Najman bar Itzjak (f. 356), discípulo de Abaye y Ravá. Director de la Academia de Pumbedita.
- Rav Papa (f. 371 o 375), discípulo de Abaye y Ravá. Director de la Academia de Naresh.
- Rav Hama.
- Rav Huna berai d'Rav Yehoshua.

### Sexta generación (aprox. 371–427 d.C.)
- Rav Ashi (f. 427), discípulo de Abaye, Ravá, y Rav Kahana. Director de la Academia en Mata Mehasia. Principal redactor del Talmud de Babilonia.
- Ravina I (f. 421), discípulo de Abaye y Rava. Colega de Rav Ashi en la Academia de Mata Mehasia, donde participó en la redacción del Talmud de Babilonia.

### Séptima generación (aprox. 427–500 d.C.)
- Ravina II (f. 500), discípulo de Ravina I y Rav Ashi, y sobrino del primero. Director de la Academia de Sura. Completó la redacción del Talmud de Babilonia.

- Datos: Q474035
- Multimedia: Amoraim / Q474035